# ریس‌ترک
ریس‌ترک (انگلیسی: RaceTrac) شرکت خرده‌فروشی آمریکایی است، که در سال ۱۹۳۴ تأسیس شد و هم‌اکنون مالک شبکه‌ای از ۵۵۸ شعبه می‌باشد.